# 馬珠熙
馬珠熙（韓語：마주희)，韓國電視劇編劇。

## 作品

### 電視劇
- 2007年：SBS《8月下的雪》
- 2011年：SBS《你睡著的時候》
- 2014年：SBS《只屬於我的你》
- 2015年：SBS《歸來的黃金福》
- 2017年：MBC《歸來的福丹芝》
- 2020年：KBS 2TV《危險的約定》

## 外部連結
1. ↑  NAVER搜索

- 馬珠熙 （页面存档备份，存于） - MEGA MONSTER 